# Commonwealth Bank of Australia
Die Commonwealth Bank of Australia Ltd., kurz Commonwealth Bank oder CommBank, ist ein australisches Finanzdienstleistungs-Unternehmen mit Firmensitz in Sydney. Sie ist die größte Bank Australiens und die 45. größte Bank der Welt, gemessen am verwalteten Vermögen (Stand 2017).

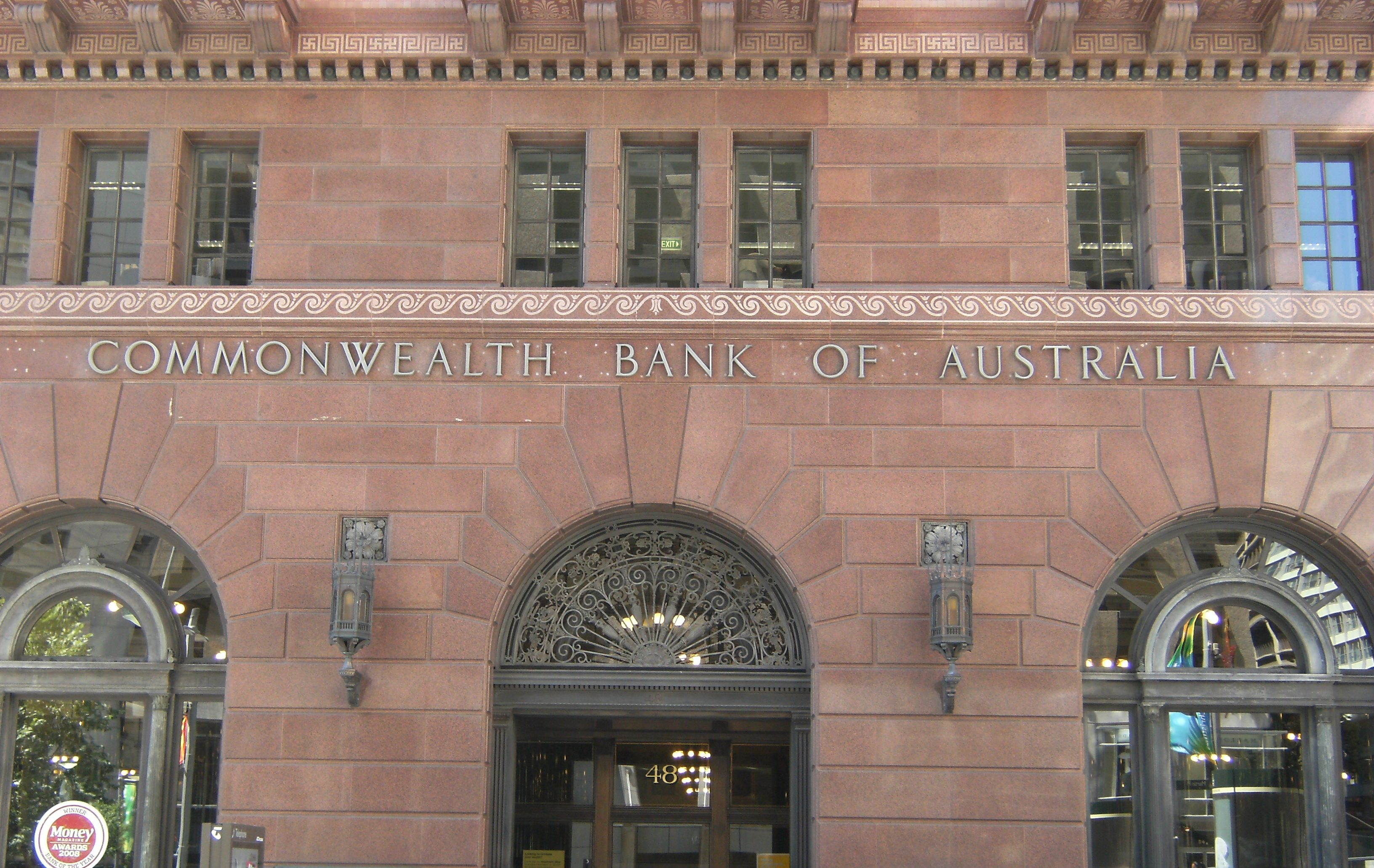
Commonwealth Bank of Australia, Martin Place, Sydney

## Geschichte

### Gründung und Frühgeschichte (1911–1941)
Die Commonwealth Bank of Australia wurde durch den Commonwealth Bank Act 1911 gegründet, der die Verstaatlichung der Banken mit Wirkung vom 22. Dezember 1911 begünstigte. In einem für diese Zeit seltenen Schritt sollte die Bank sowohl Spareinlagen verwalten als auch allgemeine Bankgeschäfte betreiben. Die Bank war auch die erste Bank in Australien, die eine Garantie der Bundesregierung erhielt.
Die Bank eröffnete am 15. Juli 1912 ihre erste Filiale in Melbourne. In einer bis heute bestehenden Vereinbarung mit Australia Post wurden Bankgeschäfte auch über Postagenturen gehandelt. Im Jahr 1912 übernahm sie die staatliche Sparkasse von Tasmanien, und 1913 hatte sie Niederlassungen in allen sechs Bundesstaaten. Im Jahre 1916 verlegte die Bank ihren Hauptsitz nach Sydney. Sie folgte auch der australischen Armee nach Neuguinea, wo sie Niederlassungen eröffnete.
Im Jahr 1920 begann die Bank mit dem Erwerb von Zentralbankbefugnissen, als sie die Verantwortung für die Ausgabe australischer Banknoten vom Finanzministerium übernahm. In diesem Jahr übernahm die Commonwealth Bank auch die Queensland Government Savings Bank. Die Bank übernahm 1931 von der Regierung von New South Wales das Sparkassengeschäft der Government Savings Bank of New South Wales (gegr. 1871) und das Girokonto- und Festgeldgeschäft des Rural Bank Department. Die Bank erwarb auch die Staatssparkasse von Western Australia (gegr. 1863).

### Funktion als Zentralbank (1920–1960)
Die Rolle der Bank im Zentralbankgeschäft wurde nach 1920 schrittweise erweitert. 1931 geriet die Bank in Konflikt mit der Labour-Regierung unter James Scullin. Der Vorsitzende der Bank, Robert Gibson, weigerte sich, die Kredite als Reaktion auf die Weltwirtschaftskrise auszudehnen, wie vom Schatzmeister Edward Theodore vorgeschlagen, es sei denn, die Regierung kürze die Renten, was Scullin ablehnte. Konflikte im Zusammenhang mit diesem Problem führten zum Sturz der Regierung und zu Forderungen von Labour nach einer Reform der Bank und einer direkteren staatlichen Kontrolle der Geldpolitik.
1942 stellte die Commonwealth Banking Corporation ihre Operationen in Papua-Neuguinea ein, als die kaiserliche japanische Armee viele der Städte, in denen sie operierte, eroberte und Port Moresby bombardierte. Die Bank nahm ihren Betrieb später wieder auf.
Die Commonwealth Bank erhielt fast alle Befugnisse der Zentralbank im Rahmen der im Zweiten Weltkrieg verabschiedeten Notstandsgesetze und nutzte diese Macht am Ende des Krieges, um eine außerordentliche Expansion der Wirtschaft einzuleiten. Dies war auch das Ziel der damaligen Regierung, die die australischen Bundesstaaten zu zwingen versuchte, ihre Bankgeschäfte mit dem Commonwealth nach dem Banking Act 1945 durchzuführen, was der High Court  blockierte. Die Regierung erweiterte auch die Einwanderungsprogramme. Als Antwort darauf gründete die Bank den Migrant Information Service (später als australischer Finanz- und Migranteninformationsdienst oder AFMIS bekannt). Die Bank expandierte in dieser Zeit und baute in nur fünf Jahren hunderte von Filialen in ganz Australien auf. 1951 gründete sie eine Filiale auf den Salomonen.
1958 und 1959 gab es Kontroversen über die doppelten Funktionen der Organisation, die einerseits die Zentralbank und andererseits eine Geschäftsbank umfasst. Infolgedessen trennte die Regierung die beiden Rollen, so dass die Reserve Bank of Australia die Zentralbankfunktion ausüben sollte, und die Commonwealth Banking Corporation musste sich ausschließlich als Geschäftsbank definieren. Diese Funktion wurden von folgenden Organisationen ausgeübt: der Commonwealth Trading Bank of Australia, der Commonwealth Savings Bank of Australia und der neu gegründeten Commonwealth Development Bank.
Von 1958 bis 1976 betrieb die Commonwealth Bank auf den Neuen Hebriden Sparkassen.

### Aktivitäten nach 1960
Im Jahr 1991 erwarb die Bank die State Bank of Victoria (gegründet 1842). Zwischen 1991 und 1996 privatisierte die australische Regierung die Commonwealth Bank vollständig. Das erste Aktienangebot im Jahr 1991 hatte einen Wert von 1292 Millionen US-Dollar, das zweite im Jahr 1993 für 1700 Millionen US-Dollar, und das dritte wurde 1996 für 5000 Millionen US-Dollar verkauft. Es ist eine Aktiengesellschaft, aber eine der wenigen in Australien, deren offizieller Name nicht auf Limited endet.
1994 verkaufte Commonwealth seine Anteile an der National Bank of Solomon Islands an die Bank of Hawaii und beteiligte sich an der PT Bank International Indonesia mit 50 %.

## Sonstiges
Am 4. Juni 2018 erklärte die Commonwealth Bank sich bereit, eine Geldbuße in Höhe von 700 Millionen australische Dollar wegen Verstößen gegen Gesetze zur Bekämpfung von Geldwäsche und Terrorismusfinanzierung zu zahlen. Es waren 53.000 Transaktionen betroffen mit Geschäftsvorfällen über 10.000 australischen Dollar, die nicht den Behörden gemeldet worden waren.

## Sponsoring
Die CommBank ist bei der FIFA Frauen-Weltmeisterschaft Australien und Neuseeland im Jahr 2023 der offizielle Förderer. Laut Bankangaben bekräftige man damit die Unterstützung und das finanzielle Engagement für den Frauenfußball.

## Aktie
Das Unternehmen ist an der Australian Securities Exchange gelistet und im Aktienindex S&P/ASX 50 vertreten.

## Tochterunternehmen (Auswahl)
Australien
- CommInsure
- Commonwealth Securities
- HomePath
- Colonial First State

Neuseeland
- ASB Bank
- Sovereign

asiatisch-pazifischer Raum
- Colonial National Bank (Fidschi)
- PT Bank Commonwealth (Indonesien)